# Jacek Morajko
Jacek Morajko (ur. 26 kwietnia 1981 w Opolu) – polski kolarz szosowy. Mistrz Polski w sezonie 2010, reprezentant Polski, olimpijczyk (IO 2008).

## Kariera sportowa
Karierę sportową rozpoczął w klubie Klubie Turystyki Kolarskiej KTUKOL w Głuchołazach. Następnie reprezentował kluby: LKS - Chio Ziemia Nyska, LKS Ziemia Opolska. W latach 2000–2002 ścigał się także we francuskich młodzieżowych zespołach AC Chatellerault i ASPTT Tours.  W 2002 wystąpił w barwach reprezentacji Polski w mistrzostwach świata, zajmując w wyścigu szosowym ze startu wspólnego w kategorii U-23 108. miejsce.
Karierę zawodową rozpoczął w 2003, do 2008 ścigał się w barwach grup portugalskich, od 2009 był zawodnikiem grupy Mróz, w 2011 CCC Polsat Polkowice, w 2012 Vacansoleil - DCM Pro Cycling Team.
Jego największymi sukcesami w karierze są zwycięstwa w Małopolskim Wyścigu Górskim, Wyścigu Olimpijczyków i Solidarności oraz mistrzostwo Polski w wyścigu szosowym ze startu wspólnego – wszystkie osiągnięte w 2010. Był także wicemistrzem Polski w wyścigu szosowym ze startu wspólnego w 2007.
W 2008 uczestniczył w letnich igrzyskach olimpijskich w Pekinie, w wyścigu szosowym ze startu wspólnego zajął 54. miejsce. W 2012 reprezentował Polskę na mistrzostwach świata, zajmując 102. miejsce w wyścigu szosowym ze startu wspólnego.
Kilkukrotnie startował w Tour de Pologne (2004 – 52 m., 2009 – 18 m., 2010 – 35 m., 2011 – 89 m.)